# Zábrdovice (Křinec)
Zábrdovice (deutsch Saberdowitz, auch Zabrdowitz und Obrowitz) ist ein Ortsteil der Gemeinde Křinec in Tschechien. Er liegt elf Kilometer nordöstlich von Nymburk und gehört zum Okres Nymburk.

## Geographie
Zábrdovice befindet sich linksseitig der Mrlina auf der Ostböhmischen Tafel. Nordwestlich erhebt sich der Chotuc (253 m), im Norden liegt der Kuncberk (Kunstberg, 214 m).
Nachbarorte sind Sádka, Mutínsko und Nové Zámky im Nordosten, Svídnice im Osten, Černá Hora im Südosten, Vestec im Süden, Leč, Chaloupky und Hrubý Jeseník im Südosten, Jíkev im Westen sowie Křinec im Nordwesten.

## Geschichte
Die erste schriftliche Erwähnung des Dorfes erfolgte 1327 in einer Zuschreibung an Zdeňek Zábrdovský von Valečov. Das Dorf war zu dieser Zeit zweigeteilt. Der größere Anteil gehörte zu Křinec, ein weiterer zur Feste Nepokojnice. Später gehörte das gesamte Dorf zur Herrschaft Dymokury. Zu den weiteren Besitzern gehörten u. a. Katharina von Kolovrat, Zdeněk Lev von Rožmitál und später die Kopidlanský von Kopidlno.
Nach der Aufhebung der Patrimonialherrschaften bildete Zabrdovice ab 1850 eine Gemeinde im Bezirk Poděbrady. 1919 entstand die politische Gemeinde Zábrdovice. 1961 wurde Zábrdovice dem Okres Nymburk angeschlossen und nach Křinec eingemeindet. 1991 hatte der Ort 125 Einwohner. Im Jahre 2001 bestand das Dorf aus 54 Wohnhäusern, in denen 127 Menschen lebten.

## Sehenswürdigkeiten
- Kapelle